# ميلدريد د. تايلور
ميلدريد د. تايلور (بالإنجليزية: Mildred D. Taylor)‏ هي كاتبة للأطفال وكاتِبة أمريكية، ولدت في 13 سبتمبر 1943 في جاكسون في الولايات المتحدة.

## وصلات خارجية
- ميلدريد د. تايلور على موقع أرشيف الشارخ.
- ميلدريد د. تايلور على موقع ميوزك برينز (الإنجليزية)